# Talinum lineare
Talinum lineare är en tvåhjärtbladig växtart som beskrevs av Carl Sigismund Kunth. Talinum lineare ingår i släktet taliner, och familjen Talinaceae. Inga underarter finns listade i Catalogue of Life.